# Marat Afanasjeu
Marat Sciapanawicz Afanasjeu (biał. Марат Сцяпанавіч Афанасьеў, ros. Марат Степанович Афанасьев, Marat Stiepanowicz Afanasjew; ur. 3 marca 1946 w Szkłowie) – białoruski inżynier elektryk i polityk, w latach deputowany do Żłobińskiej Miejskiej Rady Deputowanych, Żłobińskiej Rejonowej Rady Deputowanych, w latach 1996–2000 deputowany do Rady Najwyższej Republiki Białorusi XIII kadencji.

## Życiorys
Urodził się 3 marca 1946 roku w mieście Szkłów, w obwodzie mohylewskim Białoruskiej SRR, ZSRR. W 1971 roku ukończył Leningradzki Instytut Elektrotechniczny, uzyskując wykształcenie inżyniera elektryka. W latach 1962–1965 pracował jako bednarz, pomocnik wiertacza geologicznej grupy poszukiwawczej. W latach 1971–1985 był mistrzem, kierownikiem zmiany, kierownikiem wydziału, głównym elektrykiem w Fabryce Aluminium w Nadwoicach w Karelskiej ASRR. W latach 1980–1981 pracował jako główny energetyk w Egipskiej Fabryce Aluminium. W latach 1985–1989 był mistrzem, kierownikiem Wydziału Planowania Gospodarczego Białoruskich Zakładów Metalurgicznych (BZM). W latach 1990–1999 pracował jako zastępca głównego elektryka w BZM. Od 1999 roku był zastępcą kierownika Wydziału Organizacji Remontów BZM. W latach 1988–1989 pełnił funkcję wiceprezesa klubu sportowo-technicznego BZM. W latach 1989–1994 był deputowanym do Żłobińskiej Miejskiej Rady Deputowanych Ludowych, a w latach 1989–1990 – jej przewodniczącym. W 1989 roku przygotował i zrealizował w Żłobinie program likwidacji skutków katastrofy elektrowni jądrowej w Czarnobylu. Był to jedyny taki program wśród miast tego typu w Białoruskiej SRR. Wchodził w skład Zjednoczonej Partii Obywatelskiej (ZPO).

### Działalność parlamentarna i późniejsza
W drugiej turze uzupełniających wyborów parlamentarnych 10 grudnia 1995 roku został wybrany na deputowanego do Rady Najwyższej Republiki Białorusi XIII kadencji ze Żłobińskiego-Metalurgicznego Okręgu Wyborczego Nr 96. 19 grudnia 1995 roku został zarejestrowany przez centralną komisję wyborczą, a 9 stycznia 1996 roku zaprzysiężony na deputowanego. Od 23 stycznia pełnił w Radzie Najwyższej funkcję członka Stałej Komisji ds. Przemysłu, Transportu, Budownictwa, Energetyki, Handlu i Innych Usług dla Ludności, Łączności i Informatyki. Należał do opozycyjnej wobec prezydenta Alaksandra Łukaszenki frakcji „Działanie Obywatelskie”. Od 3 czerwca był członkiem grupy roboczej Rady Najwyższej ds. współpracy z parlamentem Republiki Tureckiej. W czasie kryzysu politycznego w 1996 roku podpisał wniosek do Sądu Konstytucyjnego Republiki Białorusi o impeachment Łukaszenki. 27 listopada 1996 roku, po dokonanej przez prezydenta kontrowersyjnej i częściowo nieuznanej międzynarodowo zmianie konstytucji, nie wszedł w skład utworzonej przez niego Izby Reprezentantów Zgromadzenia Narodowego Republiki Białorusi I kadencji. Zgodnie z Konstytucją Białorusi z 1994 roku jego mandat deputowanego do Rady Najwyższej zakończył się 9 stycznia 2001 roku; kolejne wybory do tego organu jednak nigdy się nie odbyły.
W marcu 2003 roku został deputowanym do Żłobińskiej Rejonowej Rady Deputowanych jako jedyny przedstawiciel ZPO. Od czerwca tego samego roku był jednym z koordynatorów Zgromadzenia Deputowanych Rad Miejscowych (razem z Alaksiejem Michalewiczem, Wasilem Byczokiem i Leanidem Harawym). W 2004 roku kandydował do Izby Reprezentantów Zgromadzenia Narodowego Republiki Białorusi III kadencji. Według oficjalnych wyników otrzymał 11,9% głosów i nie zdobył mandatu deputowanego.

## Życie prywatne
Marat Afanasjeu jest żonaty, ma dwoje dzieci.